# Nova Breznitsa
Nova Breznitsa ou Pousta Breznitsa (en macédonien Нова Брезница ou Пуста Брезница) est un village du nord de la Macédoine du Nord, situé dans la municipalité de Sopichté. Le village comptait 85 habitants en 2002. Il se trouve sur le versant nord de la Yakoupitsa.

## Démographie
Lors du recensement de 2002, le village comptait :
- Macédoniens : 83
- Serbes : 1
- Autres : 1